# Phomyces meliolicola
Phomyces meliolicola är en svampart som först beskrevs av Speg., och fick sitt nu gällande namn av Frederic Edward Clements 1931. Phomyces meliolicola ingår i släktet Phomyces, divisionen sporsäcksvampar och riket svampar.   Inga underarter finns listade i Catalogue of Life.